# Blast beat
Pour les articles homonymes, voir Blast.
Le blast beat (littéralement : rythme explosif en anglais) est une technique de batterie très utilisée dans le metal extrême, qui consiste en une superposition de doubles croches effectuées aux pieds et aux mains à un tempo élevé (>150 bpm). Il repose sur la frappe alternative de la grosse caisse et de la cymbale d'une part et celle de la caisse claire en décalage des pieds d'autre part. L'effet obtenu donne ainsi une impression de mur de son.
Cette technique fut inventée et employée pour la première fois dans le punk hardcore par le groupe D.R.I. en 1983. Elle fut introduite dans le métal au milieu des années 80, avec notamment la sortie du premier album des S.O.D., Speak English or Die, avec Charlie Benante à la batterie (également batteur du groupe Anthrax) ainsi qu'avec Scum, le premier album de Napalm Death avec Mick Harris aux fûts. D'autres considèrent Pete Sandoval de Morbid Angel comme le véritable précurseur du blast beat.
Par la suite, le blast beat s'est complexifié en introduisant des motifs rythmiques variés et plus complexes.
Ce motif rythmique s'est également démocratisé puisque beaucoup de batteurs, même issus d'autre courants musicaux, l'ont désormais intégré à leur jeu. C'est notamment le cas de Thomas Lang.

## Technique de blast
La dernière technique de blast mise au point est appelée gravity blast.
Cette technique permet d'avoir l'impression d'un roulement de caisse claire à la double croche.
Le principe de cette technique est simple : frapper la caisse claire avec l'olive de la baguette, utiliser l'inertie pour frapper le cerclage avec le corps de la baguette et remonter légèrement la main pour utiliser de nouveau l'olive.
Lors de l'emploi de cette technique, on dirait que le batteur « scie » à toute vitesse et la baguette semble former une portion de cercle ayant pour centre le point d'impact avec le cerclage.
Cette technique est principalement employée sur des batteries acoustiques « trigguées » afin que les sons générés soient normalisés, avec toujours le même rendu.
Il est également important de savoir (et de comprendre) que lorsque le tempo est très rapide (à partir de 200 bpm), on croit que c'est la caisse claire qui joue les temps. En effet, de manière générale, on porte plus d'attention au son de la caisse claire, qui est plus puissant, et non au son du charleston ou de la ride, qui est plus bref mais c'est une erreur : la caisse claire est toujours en contretemps. Sauf exception où certains batteurs, en fonction du morceau qu'ils jouent, jouent les temps sur la caisse claire, on appelle cela le « Down Skank Beat ».
Le véritable blast beat se joue avec la 1re et 3e double croche sur la charley / ride en même temps que la grosse caisse, puis la 2e et 4e double croche sur la caisse claire.